# Younès Belhanda
Younès Belhanda (àrab: يونس بلهندة, Yūnus Balhanda) (Avinyó, França, 25 de febrer de 1990) és un futbolista francès d'origen marroquí. És conegut per la seva velocitat i la seva habilitat regatejant. Al començament de la temporada 2010-2011 va optar per unir-se a l'equip del Marroc en comptes de la selecció francesa. Younès Belhanda va fer el seu debut amb l'equip del Marroc el 17 novembre 2010 contra Irlanda del Nord.

## Palmarès
- Lliga francesa de futbol: campió 2011-2012 (Montpellier Hérault Sport Club).